# Ascension-Ralle
Die Ascension-Ralle (Mundia elpenor) ist eine ausgestorbene flugunfähige Rallenart, die auf der abgelegenen Insel Ascension im Atlantischen Ozean endemisch war.

## Beschreibung
Die Ascension-Ralle ist nur durch eine Beschreibung und eine Zeichnung des Forschungsreisenden Peter Mundy aus dem Jahre 1656 sowie durch Knochen, die die Ornithologen Philip Ashmole und Storrs Lovejoy Olson in den 1960er und 1970er Jahren auf Ascension fanden, bekannt geworden. Nach Mundys Beschreibung war die Art etwa 22 cm lang, grau gesprenkelt oder mit einer schwarzweißen Fleckenmusterung.

## Taxonomie
Früher wurde die Ascension-Ralle zusammen mit der St.-Helena-Ralle und der Atlantisralle in die Gattung Atlantisia gestellt. Jüngere Untersuchungen der Knochen haben jedoch ergeben, dass diese Rallenarten nicht näher miteinander verwandt waren und so wurde die Ascension-Ralle zu Ehren des Entdeckers in die Gattung Mundia klassifiziert.

## Vorkommen und Lebensweise
Die Ascension-Ralle lebte offenbar in der halbtrockenen Zone im Landesinneren von Ascension und ernährte sich hauptsächlich von Eiern der Rußseeschwalbe (Onychoprion fuscata). Sie hatte kräftige Beine, mit denen sie flink laufen konnte.

## Aussterben
Ihr Aussterben ist vermutlich auf Ratten zurückzuführen, die im 18. Jahrhundert auf Ascension eingeschleppt wurden. Möglicherweise hat sie aber auch bis zur Einführung von Katzen im Jahre 1815 überlebt.